# Provedor-mór
Provedor-mór — urząd (pierwotnie zwykłe stanowisko) nadzorcy podatków królewskich w dawnej, kolonialnej Brazylii (będącej wówczas częścią portugalskiego imperium kolonialnego). Urząd ten powołano w 1549 roku wraz z przybyciem do Brazylii jej pierwszego gubernatora, Tomego de Sousy. Jego przedstawiciele urzędowali w Salvadorze, ówczesnej stolicy tej kolonii.